# Esmery-Hallon
Esmery-Hallon é uma comuna francesa na região administrativa de Altos da França, no departamento de Somme. Estende-se por uma área de 18,9 km². Em 2010 a comuna tinha 793 habitantes (densidade: 42 hab./km²).